# Novo Selo (Selca)
Novo Selo is een plaats in de gemeente Selca in de Kroatische provincie Split-Dalmatië. De plaats telt 153 inwoners (2001).